# ايتي فيروب
ايتي فيروب (איתי וירוב) (ولد 1966) جنرال في الجيش الإسرائيلي ويشغل منصب قائداً لفرقة غزة المسئولة عن جميع قوات ووحدات الجيش الصهيوني المرابطة على حدود قطاع غزة منذ 2013.

## النشأة
ولد العقيد «ايتي فيروب» في العام 1966 في التجمع السكني التعاوني «رافات هاكفوش»، وفي العام 1985 انضم إلى الجيش الصهيوني متطوعاً ضمن الخدمة الإلزامية في لواء المظليين في كتيبة «نحال» المحمولة جواً، وهو متزوج ولديه ستة من الأبناء.
خضع «فيرب» لتدريبات متواصلة في جيش الاحتلال ليتم ترقيته قائداً لسرية مشاة، ومن ثم تمت ترقيته ليصبح ضابطاً للمشاة في الوحدة، ونتيجةً لتفوقه على أقرانه ومكره ودهائه تم تعينه قائداً للواء «نحال» في قسم المظليين المحمولة جواً.
من العام 1993-1997 شغل عدة مناصب ادارية مهمة في الجيش عندما أصبح ضابطاً في العمليات المركزية.
استمر في الجيش وأكمل دراسته وحصل على البكالوريوس في الاقتصاد وتم ترقيته لرتبة ملازم أول عام 1998، وعين بعدها قائداً للكتيبة 101.

## في جنوب لبنان
نجى بأعجوبة من الموت في هجوم لحزب الله عام 1988 على موقع الوحدة التي يتواجد فيها قبل الانسحاب من لبنان عام 2000 .
من 1999 إلى 2001 تولى قيادة قاعدة التدريب لواء المظليين، وكان له فضل وضع سياسة تدريبية جديدة تمنع معاقبة الجنود عند ارتكابهم أخطاء بحق الفلسطينيين، وذلك ضمن السياسة الصهيونية مع اندلاع انتفاضة الأقصى.
وتم انهاء ولايته من قيادة مركز التدريب بعدما وضعت عبوات ناسفة على طريقه خلال انتفاضة الأقصى، وكان سبب نقله أنه رفض نقل مكان المركز رغم استهدافه.
بعد نقله من مركزه توجه لبريطانيا لدراسة الاستراتيجية العسكرية في الكلية الملكية للدراسات الدفاعية (RCDS)، وبعد عودته في العام 2003 تمت ترقيته إلى رتبة عقيد وعين قائدا للواء حيرام (شعبة 769) المسئول عن العمليات الأمنية في القطاع الشرقي من الحدود بين دولة الكيان ولبنان.
في عام 2005 تم تعيينه قائدا للقوات البرية مركز القيادة التكتيكي وخدم في في ذات الوقت كقائد للواء المظليين الاحتياطي "المتطورة.
خاض فيروب حرب لبنان الثانية، وكان مسئولاً عن لواء المظليين الاحتياطي الذ أنقذ العشرات من الجنود في مجزرة الدبابات التي اشتهرت بـ«وادي السلوقي» حيث قاد اللواء الذي يقوده أكبر عملية نقل جوي للجنود، وقد تقاسم جائزة الدولة للشجاعة مع قائد القوات البرية على اثر ذلك.
في أغسطس 2007 تم تعيينه قائداً للواء كفير وهو اللواء المخصص لقتال العصابات أو في المناطق المأهولة بالسكان وهو اللواء المنتشر داخل الضفة المحتلة، وقد استمر في منصبه حتى أغسطس 2009، وتم بعدها توجيهه للعمل في كلية الأمن القومي الصهيوني (بايرون) في العام 2010.

## معاقبته
خلال خدمته كقائد للواء كفير، شهد في محاكمة الملازم آدم ملول، نائب قائد الكتيبة شمشون، واتهم أنه خلال العمليات العسكرية في الضفة المحتلة الفلسطينية بإصدار أوامر تبيح التنكيل بالسكان من أجل «تحصيل المعلومات منهم»، وكجزء مما يُسمى «الاستجواب»..
ورفض حينها رئيس أركان الجيش الصهيوني «غابي اشكنازي» تعيينه كمسؤول لدورات قادة كتائب، بسبب تأيده لاستعمال العنف ضد المعتقلين الفلسطينيين خلال شهادته في محاكمة أحد ضباط لواء كفير.
وبسبب النقص في صف ضباط سلاح المشاة تم إعادة «فيروب» إلى قيادة لواء المظليين، بناءً على طلب قائد سلاح البر حينها «سامي ترجمان».
عقليته في التفكير مع المقاومة الفلسطينية:
يقول العقيد فيروب: "إن المهمة تقوم على محاولة زعزعة التوازن في الحي، القرية أو منطقة معينة، من أجل الحصول على معلومات [....] أو من أجل دفع جهة معادية داخل القرية إلى ارتكاب الأخطاء كرد فعل على قواتنا، وبهذا الشكل تشويش عمل الجهة المعادية وكشفها. قد تتم عملية التشويش بعدة درجات.
الدرجة الأولى/ هي الدخول إلى القرية حيث تقوم الجيبات بالدخول سريعا إلى القرية وفي بعض الأحيان فإن مجرد دخول الجيبات إلى القرية يكون كافيا لتشويش طريق الشخص الذي كان ينوي الاستهداف.
الدرجة الثانية/ هي تفعيل وسيلة ضغط، إلقاء القنابل الصوتية، اقتحام عدد من البيوت أو المؤسسات واعتقال عدد من المواطنين والاستيلاء على الأسطح وما شابه [.....]".
وتابع:«نحن نقوم بالاحتجاز والتحقيق، ونستعمل الضغط البدني المناسب لكل شخص من أجل الوصول إلى المخرب المنفرد، ويتم استعمال جميع وسائل الضغط في الغالبية العظمى من الحالات ضد سكان غير ضالعين».

## توقعه لحرب لبنان
ونقلت الإذاعة الصهيونية في العام 2005 عن فيروب وقد كان حينها قائداً لكتيبة «حيرام» ان قوات الاحتلال لاحظت ان هناك «جهودا متزايدة» لدى «حزب الله» من اجل «خطف جنود صهاينة».
ونبه العقيد فيروب، في كلمة بمناسبة انتهاء مهمته، من ان «حزب الله يسعى إلى خطف جنود والتسلل إلى داخل مزارع شبعا لتنفيذ عملية كهذه»، مشيرا إلى ان «الحزب يعتبر عملية خطف الجنود ذات قيمة بالغة الاستراتيجية».
وذكر العقيد فيراي انه «كلما اقترب موعد الانسحاب من غزة ازدادت الاستعدادات الصهيونية على الحدود الشمالية». وقال: «اننا نلاحظ في الآونة الاخيرة محاولات متزايدة لمثل هذه العمليات من الحزب».

## نظرته لغزة
يعتبر فيروب جنوب لبنان وغزة من أخطر الجبهات التي تواجه دولة الكيان نظراً لتطور الأساليب التي يستخدمونها وخاصة قضية الأنفاق الأرضية التي لا يمكن للجيش السيطرة عليها.
ودعا فيروب للاستفادة من واقع غزة والعمل على ايجاد آليات جديدة لمواجهة التطور في كم ونوع الأسلحة المتوفرة في غزة بالإضافة للخطط التي تستخدمها المقاومة في غزة.